# USMP TV
USMP TV es un canal de televisión abierta peruano centrado en la emisión de programación de corte cultural. Fue la primera emisora educativa de cobertura nacional. Inició sus emisiones de prueba en 2011 tras ser adquirida por la Universidad de San Martín de Porres (USMP) y comenzó operaciones de forma oficial en 2016.

## Historia

### Antecedentes
El canal 33 de la banda UHF de Lima estuvo ocupado, por primera vez, por Stereo 33, una estación musical que después se trasladó al canal 13 VHF de Lima, previamente ocupado por Panamericana Televisión hasta su traslado al canal 5, y después por Panamericana de Teleeducación, controlado por la Universidad de Lima. Actualmente, el canal es conocido como Global.
El 4 de julio de 1990, es lanzado «Colvisión», mediante la Empresa Interamericana de Radiodifusión (EIR). Su grilla inicial estaba compuesta por programación musical. Sus oficinas estaban ubicadas en la Avenida Javier Prado Este 620 en el distrito de San Isidro.
En 1993, Cable Mágico agregó al canal en su grilla de programación. Sin embargo, en 2000, la proveedora lo retiró de su oferta porque EIR no cumplía con los pagos que debía realizar bajo contrato.
En junio de 2005, Cable Mágico agregó de vuelta al canal. En ese entonces, la programación de la estación consistía en documentales y musicales variados. En ese año, el canal 33 empieza a emitir producciones como Telemusi-ka, DJ. Aguja y los programas infomerciales como Bien de salud, conexión y El naturista. En octubre del mismo año, Cable Mágico retiró al canal de su grilla por fallas en la señal de origen que este presentaba.
En agosto de 2007, EIR demandó a Telefónica del Perú, propietaria de Cable Mágico, por retirar al canal 33 constantemente de su oferta. El Poder Judicial falló a favor de la estación, y Telefónica se vio obligada a redistribuir al canal 33. No obstante, una vez agregado de vuelta, la imagen de la estación era pésima y de baja resolución, con un mensaje escrito por Cable Mágico en la parte inferior de la pantalla que decía «Usted está viendo la programación de la Empresa Interamericana de Radiodifusión S. A., acatando los mandatos del Poder Judicial». Dos meses más adelante, el Poder Judicial falló a favor de Telefónica del Perú y, por ende, Cable Mágico retiró al Canal 33 nuevamente de su programación.
A principios de 2008, el canal 33 es relanzado como Cubo TV, con una programación que consistía en vídeos de internet subidos a la página web del canal por usuarios que se registraban en el sitio. Cubo TV fue cerrado a mediados de 2010, reemplazado por el canal 33 en señal de pruebas. En 2011, la estación es comprada por la Universidad de San Martín de Porres y reinicia su programación basado en vídeos musicales, con música de los años 80 al 2000 de forma automatizada, junto con publicidad de la universidad durante sus tandas comerciales. Emitía spots educativos de Defensa Civil, documentales chinos, programas culturales y de ecoturismo de la ONG Fundación Albatros.
El 6 de noviembre de 2012, el canal estrenó un logo oficial. Así mismo, EIR trasladó su sede Av. Brasil 1857, en el Distrito de Jesús María, edificio donde anteriormente funcionó la Escuela de Ciencias de la Comunicación de la USMP. La programación del canal 33 añadió vídeos de conciertos de música clásica y operas. El 30 de junio de 2014, el canal 33 fue lanzado en la televisión digital terrestre en el canal virtual 33.1 emitiendo en HD y, al mismo tiempo, cesó sus emisiones de forma analógica en la frecuencia 33 UHF. El 24 de julio del mismo año, el Poder Judicial le alquila a EIR el subcanal virtual 33.2 para emitir Justicia TV.

### Lanzamiento TDT
El 1 de enero de 2016, el canal eliminó su señal en TDT y volvió a transmitir en señal analógica NTSC en la frecuencia 33 UHF. Más adelante, ese mismo mes, el canal regresa a emitir en TDT y apaga su transmisor analógico, relanzado como USMP TV, con programación cultural, educativa y documental, enfocado a estudiantes. El 12 de septiembre de 2016, el canal agregó una subseñal de videoclips musicales, llamado USMP TV Música, en el canal 33.2. En marzo de 2017, el canal comenzó a transmitir en el satélite Intelsat 34 en la banda C.
El 18 de septiembre de 2017, USMP TV se trasladó al canal 12.1 (anteriormente ocupado por Willax TV), junto con el subcanal USMP TV Música en el 12.2.
En abril de 2020, hace una alianza con Panamericana Televisión para transmitir en conjunto el programa Tiempo para aprender. En esa línea el canal, propiedad de Ernesto Schütz Freundt, realiza la compra del 10% de las acciones de la televisora. Posteriormente entró en la grilla de Movistar TV, que en 2023 contó con el número 39.
En 2022 el canal obtuvo el premio Iberoamericano de Innovación por su labor educativa en la categoría Diversidad y Grupos Vulnerables. A la vez, el canal selló una alianza con el canal TRO de Colombia.